# Reinbek
Reinbek är en stad i förbundslandet Schleswig-Holstein i norra Tyskland, och är en förort till Hamburg. Folkmängden uppgår till cirka 29 000 invånare, på en yta av 31,23 kvadratkilometer.

## Vänorter
Reinbek har följande vänorter:
- Täby kommun i Sverige (sedan 1956)
- Koło, i Polen (sedan 1999)